# فهرست بازیکنان تیم ملی فوتبال زنان ایران
در اینجا فهرست بازیکنان تیم ملی فوتبال زنان ایران – بازیکنان فوتبال ایرانی که برای تیم ملی فوتبال زنان ایران بازی کرده‌اند، ارائه شده‌است.

## بازیکنان
| بازیکن               | بازی‌ها | گل‌ها | نخستین بازی | آخرین بازی | منبع                 |
| -------------------- | ------ | ---- | ----------- | ---------- | -------------------- |
| ساناز اباذرنژاد      | ۱      | ۰    | ۲۰۱۶/۱۰/۲۱  | ۲۰۱۶/۱۰/۲۱ | [ ۱ ]                |
| فاطمه عادلی          | ۵      | ۰    | ۲۰۱۷/۰۴/۰۹  | ۲۰۱۹/۰۴/۰۹ | [ ۲ ]                |
| فاطمه آمینه برازجانی | ۸      | ۰    | ۲۰۱۸/۱۱/۰۸  | ۲۰۱۹/۰۴/۰۹ | [ ۳ ]                |
| زهرا امینی           | ۲      | ۰    | ۲۰۰۹/۰۷/۰۶  | ۲۰۰۹/۰۷/۰۸ | [ ۴ ]                |
| الهام عنافچه         | ۳      | ۰    | ۲۰۱۷/۰۴/۰۳  | ۲۰۱۷/۰۴/۰۹ | [ ۵ ]                |
| فاطمه ارژنگی         | ۲      | ۰    | ۲۰۰۹/۰۷/۰۶  | ۲۰۰۹/۰۷/۰۸ | [ ۶ ]                |
| شبنم بهشت            | ?      | ۲    | ?           | ?          | [ ۷ ]                |
| سمانه چهکندی         | ۱۰     | ۳    | ۲۰۱۷/۰۴/۰۳  | ۲۰۱۹/۰۴/۰۹ | [ ۸ ]                |
| افسانه چترنور        | ۷      | ۰    | ۲۰۱۷/۰۴/۰۳  | ۲۰۱۹/۰۲/۱۳ | [ ۹ ]                |
| هاجر دباغی           | ۸      | ۵    | ۲۰۱۸/۱۱/۰۸  | ۲۰۱۹/۰۴/۰۹ | [ ۱۰ ]               |
| الهام فرهمند         | ۷      | ۰    | ۲۰۱۷/۰۴/۰۵  | ۲۰۱۹/۰۴/۰۶ | [ ۱۱ ]               |
| پروین فرهادی         | ۳      | ۰    | ۲۰۱۶/۱۰/۲۱  | ۲۰۱۹/۰۴/۰۹ | [ ۱۲ ] [ ۱۳ ]        |
| فاطمه گرائیلی        | ۳      | ۰    | ۲۰۱۷/۰۴/۰۳  | ۲۰۱۷/۰۴/۰۹ | [ ۱۴ ]               |
| زهرا قنبری           | ۱۷+    | ۱۳   | ۲۰۰۷/۱۰     | ۲۰۱۹/۰۴/۰۹ | [ ۱۵ ] [ ۱۶ ] [ ۱۷ ] |
| فاطمه قاسمی          | ۳      | ۲    | ۲۰۱۷/۰۴/۰۳  | ۲۰۱۷/۰۴/۱۱ | [ ۱۸ ]               |
| سارا قمی             | ۱۷+    | ۶+   | ۲۰۱۲        | ۲۰۱۹/۰۴/۰۹ | [ ۱۹ ] [ ۲۰ ]        |
| مونا حمودی           | ۵      | ۲    | ۲۰۱۸/۱۱/۰۸  | ۲۰۱۹/۰۴/۰۹ | [ ۲۱ ]               |
| مینا هاشمی           | ۲      | ۰    | ۲۰۰۹/۰۷/۰۶  | ۲۰۰۹/۰۷/۰۸ | [ ۲۲ ]               |
| زهرا حاتم نژاد       | ۳+     | ۱    | ۲۰۱۱/۰۳     | ۲۰۱۷/۰۴/۱۱ | [ ۲۳ ] [ ۲۴ ]        |
| وحیده ایثاری         | ۲      | ۰    | ۲۰۱۳/۰۵/۲۱  | ۲۰۱۷/۰۴/۱۱ | [ ۲۵ ]               |
| معصومه جهانچی        | ۱      | ۰    | ۲۰۰۹/۰۷/۰۸  | ۲۰۰۹/۰۷/۰۸ | [ ۲۶ ]               |
| کوثر کمالی           | ۶      | ۰    | ۲۰۱۳/۰۵/۲۳  | ۲۰۱۷/۰۴/۱۱ | [ ۲۷ ]               |
| فرشته کریمی          | ۲      | ۲    | ۲۰۰۹/۰۷/۰۶  | ۲۰۰۹/۰۷/۰۸ | [ ۲۸ ]               |
| زهرا خواجوی          | ۶      | ۰    | ۲۰۱۸/۱۱/۰۸  | ۲۰۱۹/۰۴/۰۹ | [ ۲۹ ]               |
| مریم خاوی            | ۱      | ۰    | ۲۰۰۹/۰۷/۰۶  | ۲۰۰۹/۰۷/۰۶ | [ ۳۰ ]               |
| کویستان خسروی        | ۱۰     | ۰    | ۲۰۰۹/۰۷/۰۶  | ۲۰۱۷/۰۴/۱۱ | [ ۳۱ ] [ ۳۲ ]        |
| زهره کودایی          | ۲      | ۰    | ۲۰۰۹/۰۷/۰۶  | ۲۰۰۹/۰۷/۰۸ | [ ۳۳ ]               |
| بیان محمودی          | ۲      | ۰    | ۲۰۰۹/۰۷/۰۶  | ۲۰۰۹/۰۷/۰۸ | [ ۳۴ ]               |
| مهدیه مولایی         | ۱      | ۰    | ۲۰۱۶/۱۰/۲۱  | ۲۰۱۶/۱۰/۲۱ | [ ۳۵ ]               |
| ملیکا متولی          | ۷      | ۱    | ۲۰۱۸        | ۲۰۱۹       | [ ۳۶ ]               |
| فروغ موری            | ۶      | ۲    | ۲۰۱۷        | ۲۰۱۹       | [ ۳۷ ]               |
| مریم نامی            | ۲      | ۰    | ۲۰۱۹        | ۲۰۱۹       | [ ۳۸ ]               |
| زهرا پورحیدر         | ۱      | ۰    | ۲۰۱۹        | ۲۰۱۹       | [ ۳۹ ]               |
| مریم رحیمی           | ۷+     | ۶    | ۲۰۰۹/۰۷/۰۶  | ۲۰۱۳/۰۵/۲۵ | [ ۴۰ ] [ ۴۱ ] [ ۴۲ ] |
| مستوره رحمانی        | ۲      | ۰    | ۲۰۰۹/۰۷/۰۶  | ۲۰۰۹/۰۷/۰۸ | [ ۴۳ ]               |
| شقایق روزبهان        | ۹      | ۱    | ۲۰۱۳        | ۲۰۱۹       | [ ۴۴ ]               |
| زهرا سربالی          | ۸      | ۰    | ۲۰۱۸        | ۲۰۱۹       | [ ۴۵ ]               |
| سپیده زرین راد       | ۲      | ۰    | ۲۰۰۹/۰۷/۰۶  | ۲۰۰۹/۰۷/۰۸ | [ ۴۶ ]               |
| فاطمه سهرابی         | ۷      | ۰    | ۲۰۱۸        | ۲۰۱۹       | [ ۴۷ ]               |
| زمرد سلیمانی         | ۱      | ۰    | ۲۰۱۷/۰۴/۰۹  | ۲۰۱۷/۰۴/۰۹ | [ ۴۸ ]               |
| بهناز طاهرخانی       | ۶      | ۰    | ۲۰۱۸        | ۲۰۱۹       | [ ۴۹ ]               |
| مریم یکتایی          | ۷+     | ۰    | ۲۰۱۳/۰۵/۲۳  | ۲۰۱۷/۰۴/۱۱ | [ ۵۰ ] [ ۵۱ ]        |
| مقرب زادحسینعلی      | ۱      | ۰    | ۲۰۱۷/۰۴/۱۱  | ۲۰۱۷/۰۴/۱۱ | [ ۵۲ ]               |
| سارا ظهرابی          | ۱۰     | ۵    | ۲۰۱۶/۱۰/۲۱  | ۲۰۱۹/۰۲/۱۳ | [ ۵۳ ] [ ۵۴ ]        |